# 3779 Kieffer
3779 Kieffer è un asteroide della fascia principale. Scoperto nel 1985, presenta un'orbita caratterizzata da un semiasse maggiore pari a 2,6377817 UA e da un'eccentricità di 0,1096528, inclinata di 13,91229° rispetto all'eclittica.
L'asteroide è dedicato a Hugh Hartman Kieffer, geofisico dello U.S. Geological Survey.